# Каль (гміна Венґожево)
Каль (пол. Kal, нім. Kehlen) — село в Польщі, у гміні Венґожево Венґожевського повіту Вармінсько-Мазурського воєводства.
Населення — 168 осіб (2011).
У 1975-1998 роках село належало до Сувальського воєводства.

## Демографія
Демографічна структура станом на 31 березня 2011 року:
|          | Загалом | Допрацездатний вік | Працездатний вік | Постпрацездатний вік |
| -------- | ------- | ------------------ | ---------------- | -------------------- |
| Чоловіки | 88      | 17                 | 66               | 5                    |
| Жінки    | 80      | 13                 | 51               | 16                   |
| Разом    | 168     | 30                 | 117              | 21                   |